# Buziásfürdő
Buziásfürdő, egyes forrásokban Búziásfürdő, 1905-ig Buziás (románul: Buziaș, németül: Busiasch) város Romániában, a Bánságban, Temes megyében. Gyógyhatású forrásainak köszönhetően egykoron Magyarország, majd Románia egyik legismertebb fürdőhelye volt; több nemzetközi katalógusban szerepelt, és gyakran emlegették a „Bánság gyöngyeként” vagy a „bánsági Nauheimként”. Síkvidéki sakktáblás település, lakossága 2011-ben 4746 fő volt. Beosztott falvai Bakóvár és Nagyszilas.
Első említése 1321-ből származik. A 19. század elejéig jelentéktelen, a fő útvonalaktól távol eső falu volt. Hírnevét a helyi ásványvízforrások gyógyhatásainak köszönheti, melyeket 1811-ben elemeztek először. A települést hamarosan gyógyfürdővé nyilvánították, és megkezdődött gyógyparkjának és gyógylétesítményeinek kiépítése. Jelentős fejlődésnek az 1850-es években indult: villák, szállók, gyógyterem, fürdők épültek, a gyógypark főbb létesítményeit pedig egy bizánci stílusú, fából ácsolt fedett oszlopsor kötötte össze. A 19. század végén Buziásfürdő Magyarország elsőrangú fürdőhelyei között szerepelt, ebben nagy érdeme volt Trefort Ágoston  közoktatási és vallásügyi miniszternek, aki támogatta a helyi beruházásokat, oktatást és kultúrát. A 20. század elején a fürdő Jacob Muschong sváb mágnás tulajdonában volt, aki tovább bővítette a telepet, és ásványvíztöltő üzemet is létesített. 1919-ben Románia része lett, 1948-ban a hatalomra kerülő kommunisták államosították a fürdőt, és tömbháznegyedeket, ipari üzemeket, nagy tömegek befogadására alkalmas szállodákat építettek. A 20. század végén a hiánygazdaság a fürdőélet hanyatlását vonta maga után, a rendszerváltás után pedig a tisztázatlan tulajdonviszonyok gátolták a fejlődést.
A város fő látványossága a 19. század elején létesített, később megnagyobbított, kiépített központi gyógypark, a parkban elhelyezkedő fedett sétány (kolonnád), kutak, szaletlik, továbbá a park környékén épült klasszicista és szecessziós villák és fürdők. Ezek legtöbbje a 20. század végére romos állapotba került, de a 21. század elején megkezdték egyes épületek felújítását.

## Neve és címere
A legtöbb nyelvész által elfogadott vélemény szerint a település neve a bodza jelentésű szláv bozje vagy ómagyar buzjás (bodzával benőtt hely) szóból ered. Mások szerint a török buz (jég, az ásványvizek alacsony hőmérsékletére célozva) vagy a szláv boza (savanykás alkoholos ital, szintén az ásványvizek jellegére utalva) szóból, esetleg egy Busia, Bisia családnévből származik.
Első megbízható említése Károly Róbert egy 1321-es adománylevelében jelenik meg. 1369-ben Buzus, a 15. században Bozas, Bezias, Bozyazek, 1610-ben Bozzás néven említik. Az 1720-as években készült Mercy-féle térképen Busiesch néven szerepel. A 19. században állandósul a magyar Buziás név, melyhez 1905. június 30-án, a helységnévrendezés idején illesztették a fürdő utótagot. Az 1919-es román hatalomátvétel után Buziaș lesz a hivatalos elnevezés.
A város 2019-ben elfogadott új címerén két oroszlán egy hüdriát tart, a helyi gyógyvizekre és azok hasznosítására utalva. Az alsó kék mezőben elhelyezett három szőlőfürt a várost alkotó három települést jelképezi, és környék bortermesztésére is utal. A háromágú falkorona a városi rangot jelzi.

## Földrajz

### Fekvése
Románia nyugati részén, a Temes felső teraszán, a történelmi Bánság középpontjától kissé északkeletre, a bánsági alföld és dombvidék találkozásánál fekszik. Átlagos tengerszint feletti magassága 128 méter, az 1968-ban meghúzott határok szerinti területe 105,2 km2. A beépített terület 6,26 km2, ebből Buziásfürdő 3,27, Nagyszilas 1,84, Bakóvár 1,15 km2. Északon Rakovica község, keleten Daruvár község, nyugaton Nagykövéres község és Niczkyfalva község, délen Krassó-Szörény megye határolja.
A Temesvárt és Lugost összekötő DJ 592 megyei út mentén fekszik, Temesvártól 34 kilométerre délkeletre, Lugostól 20 kilométerre délnyugatra. A közúton kívül megközelíthető vasúton is e két város irányából.

### Domborzat és geológia
A város a Temes felső teraszába a Fűzfa-patak (románul Salcia) által vágott lankás völgyben fekszik. Maga a folyóterasz kiterjedt síkság hatását kelti; szélessége 8 kilométer, és a Surgány-patak (Șurgani vagy Șorcan) és annak számos mellékvize szeli át. A Fűzfa-patak völgyének szélessége Buziásfürdőnél 280-300 méter, medrének tengerszint feletti magassága 118-130 méter, nyugatról kelet felé emelkedve. A patakvölgy két oldala 15-20 méter magas. A várostól délkeletre terül el a Szilasi-dombvidék, melynek magaslatai csak elvétve haladják meg a 300 métert; legmagasabb pontja a 324 méteres Szilas-hegy.
Geológiai szempontból nagy mélységben mezozonális jellegű kristályos kőzet a jellemző, melyet főként biotitos, muszkovitos és gránitos gneisz alkot. Erre a pliocénben 70-150 méter vastag kavicsos-homokos-agyagos üledékes kőzet (Pannon-üledék) rakódott, a negyedidőszakot pedig hordalékos és deluviális takaró jellemzi.
A magas ásványianyag-tartalmú, gyógyhatású ásványvizek a környéken húzódó Lippa–Versec-törésvonalnak köszönhetik tulajdonságaikat. A törés lehetővé teszi a vulkanikus gázok felemelkedését, melyek mineralizálják a pliocén és a negyedkor üledékeiben meggyűlő vízrétegeket. Három vízréteg különböztethető meg: talajvíz (6–10 m mélységig), és két rétegvíz (a felső 17-70 méteres mélységben, az artézi pedig az üledékes és kristályos réteg találkozásánál). Az artézi rétegek ásványianyag-tartalma a leggazdagabb, vizük négy kútból tör fel a fürdőtelep területén.
A törésvonalak miatt a Bánságban gyakoriak a kisebb földrengések. Buziásfürdőn az utolsó jelentős földrengés 1988. november 29-én volt (3,7-es erősségű a Richter-skálán).

### Éghajlat
A síkság és dombvidék határán fekvő várost nedves kontinentális éghajlat jellemzi, melynek a Földközi-tenger felől érkező légtömegek mediterrán beütést kölcsönöznek. A hideg évszakban meleg levegőt hozó déli szelek az uralkodóak, a nyárra pedig főként hűvös északi szelek jellemzőek. Az átlagos légnyomás 750–755 mmHg között változik; májusban a legalacsonyabb és októberben a legmagasabb. A hótakaró januárban elérheti a 18 centimétert. Az átlagos páratartalom 75,5%; nyáron a legkisebb (60,5%) és télen a legnagyobb (82,7%).
| Hónap                         | Jan. | Feb. | Már. | Ápr. | Máj. | Jún. | Júl. | Aug. | Szep. | Okt. | Nov. | Dec. | Év   |
| ----------------------------- | ---- | ---- | ---- | ---- | ---- | ---- | ---- | ---- | ----- | ---- | ---- | ---- | ---- |
| Átlagos max. hőmérséklet (°C) | 2,3  | 5,0  | 11,3 | 17,0 | 22,1 | 25,1 | 27,3 | 27,2 | 23,7  | 17,5 | 9,7  | 4,2  | 16,1 |
| Átlaghőmérséklet (°C)         | −0,9 | 1,4  | 6,3  | 11,4 | 16,2 | 19,2 | 20,9 | 20,7 | 17,4  | 12,0 | 6,0  | 1,4  | 11,1 |
| Átlagos min. hőmérséklet (°C) | −4,1 | −2,2 | 1,3  | 5,8  | 10,3 | 13,4 | 14,5 | 14,3 | 11,1  | 6,5  | 2,3  | −1,3 | 6,0  |
| Átl. csapadékmennyiség (mm)   | 40   | 38   | 36   | 50   | 68   | 85   | 66   | 53   | 44    | 40   | 48   | 52   | 620  |
| Forrás: climate-data.org      |      |      |      |      |      |      |      |      |       |      |      |      |      |

A negatív ionok koncentrációja viszonylag magas (hasonló Herkulesfürdő vagy Davos levegőjéhez), jótékony hatást gyakorolva a közérzetre, asztmára, vérnyomásra, gyulladásokra.

### Vízrajz
A fürdőtelep a Fűzfa-patak völgyében fekszik, mely a Dumbrava-erdőben, Buziásfürdőtől néhány kilométerre keletre ered, és a Surgányba ömlik. A város területén több kis vízfolyást fogad magába, melyek vízhozama az év nagy részében elhanyagolható, de esős évszakban megduzzadnak, és többször is – például 1926-ban és 1966-ban – árvizet okoztak. A helyzet orvoslására mesterséges tavakat létesítettek a Fűzfa- és a Szilas-patakon, a településtől két, illetve három kilométerre.

### Flóra és fauna
Az éghajlatnak és a domborzatnak köszönhetően a környékre sztyeppi növényzet és állatvilág jellemző, elszigetelt lombhullató erdőkkel. A sztyeppei növényzetet a galagonya, kökény, vadrózsa, bojtorján, üröm, mezei zsálya képviseli, az állatvilágot pedig a mezei nyúl, mezei hörcsög, ürge, fogoly, fürj. Buziásfürdő központi parkjában erdeifenyő, jegenyefenyő, tuja, keleti platán, kanadai nyár, nyír, kislevelű hárs, fehér fűz tekinthető meg, az állatvilágot az európai mókus képviseli; az 1970-es években a Melegfürdő közelében vadaskert is működött. A József-forrás mellett álló, mára óriásira nőtt platánfát 1821-ben ültették.
A várostól 4 kilométerre keletre van az 1821 hektár területű, főleg tölgyfákból álló Dumbrava-erdő, melyet Natura 2000-területnek nyilvánítottak.

## Népesség
A török hódoltság alatt elnéptelenedett településre a 18. században jobbágyok érkeztek. 1808-ban 700 román és 300 magyar lakta. A 19. század második felében a németek voltak relatív többségben, a magyar lakosok aránya pedig fokozatosan nőtt, rövid ideig meg is haladva a románok számát. 1910-ben 3538 lakosából 1043 volt német (29,5%), 912 magyar (25,8%) és 900 román (25,4%) anyanyelvű; 1713 római katolikus és 953 ortodox vallású. 56%-uk tudott írni-olvasni, a nem magyar anyanyelvűek 28%-a beszélt magyarul.
Az első világháború után a németek és a magyarok száma hanyatlani kezdett; a románok az 1930-as években relatív, az 1950-es években már abszolút többségben voltak. 2011-ben Buziásnak 4746 lakosa volt (beosztott falvakkal együtt 7023), közülük 3876 román, 187 cigány, 176 magyar, és 91 német nemzetiségű. A 2010-es években a lakosságot az elöregedés és a kivándorlás jellemezte.
A város népességének alakulása (a beosztott falvakat is számítva):
| Lakosok száma | 6091 | 7141 | 6651 | 6764 | 6547 | 7976 | 8041 | 7772 | 7023 | 6834 |
|               | 1880 | 1910 | 1920 | 1930 | 1941 | 1977 | 1992 | 2002 | 2011 | 2021 |

## Története

### A 19. századig
Régészeti leletek tanúsága szerint Buziásfürdő környékét már az i. e. 8. században lakták. Egyes források szerint a római korban itt helyezkedett el a Centum Putei vagy az Ahibis castrum, bár a feltárások ezt nem erősítették meg. Néhány történész (Al. Borza, D. Tudor) szerint gyógyhatású vizeit már az ókorban is ismerték, bár az első megbízható források a középkorra datálhatóak.
1071-ben és 1072-ben említenek egy „buziási síkságot” illetve egy „buziási mezőt”, az előbbit a besenyők betörése, az utóbbit Salamon magyar király hadjárata kapcsán, azonban nem valószínű, hogy ezek a későbbi Buziásfürdőt jelentik; sokkal inkább egy Belgrád környéki helyre utalnak. Első nyilvánvaló említése, mely bizonyítottan a mai településre utal, Károly Róbert 1321. február 26-i adománylevelében jelenik meg, mellyel a Szörény vármegyei Buziást a szörényi Bulyeni nemeseknek adja vitézi szolgálataik fejében. Ekkor Buziás valószínűleg egy birtok központja volt, mely körül több szállás épült. 1479-ben Murányi Demeter családja birtokolta, majd a béli Bésánok tulajdonába került.
A török hódoltság idejéből nem maradtak fenn adatok; az 1717-es osztrák összeírás 36 házzal említi, melyekben román jobbágyok laktak. Ekkor közepes méretű falu volt a Csákovai járásban, lakosai főleg mezőgazdasággal foglalkoztak. A berendezkedő osztrákok nem állították vissza a török uralom előtti tulajdonviszonyokat, hanem kincstári birtokká nyilvánították Buziást és a nagykövéresi uradalom részévé tették. 1779-ben a Bánság magyar fennhatóság alá került. 1807-ben Buziás uradalmi központ lett.
1808-ban 1000 fő lakta, 700 román és 300 magyar. A 19. század elejéig kis, jelentéktelen, a fő útvonalaktól távol eső síkvidéki település volt.

### A fürdő kiépülése és fénykora

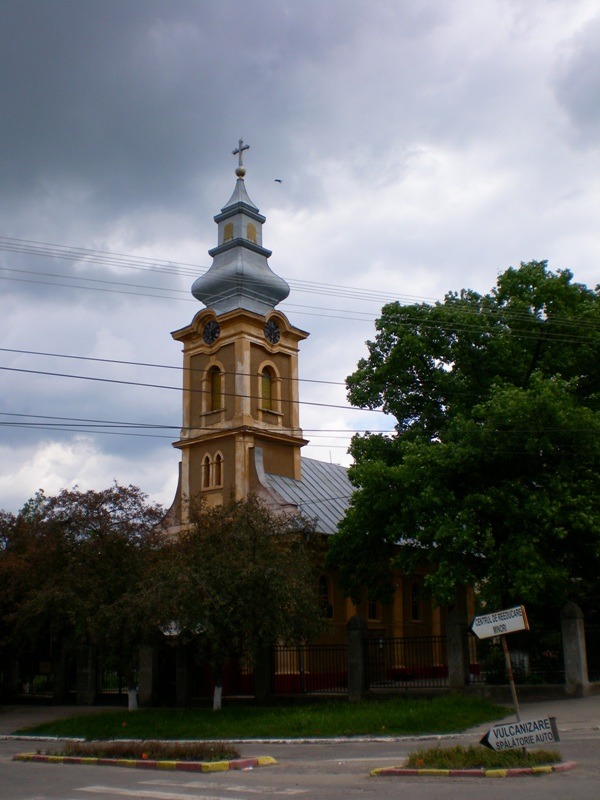
A régi ortodox templom

Buziás gyógyvizeinek köszönhette hírnevét. Forrásait legelőször 1805-ben elemeztették, ám ekkor még kedvezőtlen választ kaptak. Johann Bernhard Lindenmayr uradalmi orvos, aki továbbra is meg volt győződve a víz gyógyító hatásairól, kieszközölte, hogy a pesti egyetemen tanító Kitaibel Pál professzor Buziásra utazzon. Kitaibel 1811-ben részletesen elemezte a források vizét, és igazolta azok különleges gyógyhatásait, így még abban az évben megnyitották a fürdőszezont. A következő években megkezdődött a fürdőtelep kiépítése: parkját 1815-ben, első gyógylétesítményeit 1816-ban hozták létre. 1816-ban öt új forrást építettek ki, Kitaibel új elemzéseket és felméréseket végzett, az építkezések pedig tovább folytak.
A vizek hírneve hamar elterjedt, a települést pedig 1819-ben gyógyfürdővé nyilvánították. Mindezek ellenére Buziás csak lassan fejlődött; reklámok, hírverések hiányában látogatottsága és gyarapodása messze elmaradt az európai gyógyfürdőkétől. A lakosság száma nőtt; 1820 körül 50-60 Pozsony vármegyei magyar és Árva vármegyei szlovák családot költöztettek be, majd 1825-ben ugyanannyi német és cseh családot Krassó vármegyéből.
1837-ben megnyílt gyógyszertára (Kurapotheke), és rendezték a Mihály- és József-ivókutakat. 1839-ben Georgije Čokrljan nagybecskereki szerb orvost (névváltozatai Gheorghe Ciocârlan, Csokerlán György) nevezték ki Buziás fürdőorvosává. Az általános tiszteletnek örvendő Čokrljan vezette be a tudományos módszereket a gyógykezelésben, előadásokat tartott és könyveket írt a gyógyhatású vizekről.
Ortodox temploma 1834–1839-ben épült fel egy korábbi fatemplom helyén, katolikus plébániáját 1847-ben hozták létre. 1845-ben Nádor néven még egy gyógyszertárat alapítottak. Az 1848–49-es forradalom és szabadságharc alatt a fürdőélet pangott, a szabadcsapatok garázdálkodása csak 1849 tavaszán maradt abba. A szabadságharc leverése után a fogságból szabaduló Ormós Zsigmond buziási háza lett a Temes vármegyei magyar hazafiak találkozóhelye.
Az 1850-es években a település jelentős fejlődésnek indult, az időszakot Buziás első fénykoraként említik. Ekkor épült fel a Grand Hotel (a katolikus templommal szemben, a park bejáratánál – később Vila 4 „Banatul”), a postahivatal, a nagykioszk (gyógyterem, társalgó, olvasóterem – később kaszinó), a Tükör- vagy Hidegfürdő (később Baia 1) és az Acél- vagy Melegfürdő (később Baia 2). A parkot megnagyobbították, az évtized végén bevezették a hidroterápiás kezelést, felépítették a zuhanyfürdőt és a második szállót. Az 1867-es kiegyezés után a Buziást átvevő Magyar Királyi Kultuszminisztérium hamarosan Magyarország elsőrangú fürdőhelyei közé emelte. A fürdőket átépítették, a kutakat kimélyítették, ásványvizes úszómedencét, előadótermet, új szállodákat építettek, felhúzták a katolikus templomot, a zsinagógát, és a vármegyei járásbírósági épületet. 1856–1875-ben elkészült az 512 méter hosszú bizánci stílusú fedett sétány (kolonnád), amely esős időben is lehetővé tette a sétát a parkban. Tervezője és kivitelezője a hamburgi származású Wilhelm Stammer (Stammer Vilmos) volt; a hidegfürdőt, a gyógytermet, a Bazár szállodát és a József-, Mihály- és a későbbi Szent Antal-forrásokat kötötte össze. Szintén Stammer építette fel a Bazár szállodát és a Margit-villát.
A komoly fejlődés előmozdítása, Buziás ismert fürdővárossá emelése Trefort Ágoston  közoktatási és vallásügyi miniszter nevéhez köthető, aki támogatta a helyi beruházásokat, oktatást, kultúrát, és ő maga is többször járt Buziáson. Hálából a helyiek még életében, 1883-ban bronz mellszobrot emeltek Trefortnak a park egy tisztásán, melynek készítője Huszár Adolf volt. A közelben volt Deák Ferenc 1869-ben felállított padja, melyet Kolbenheyer Ferenc tervezett és Seenger Béla faragott ki – Deák Ferenc többször is kezeltette magát Buziáson, a hagyomány szerint egyik kedvenc tartózkodási helye volt.

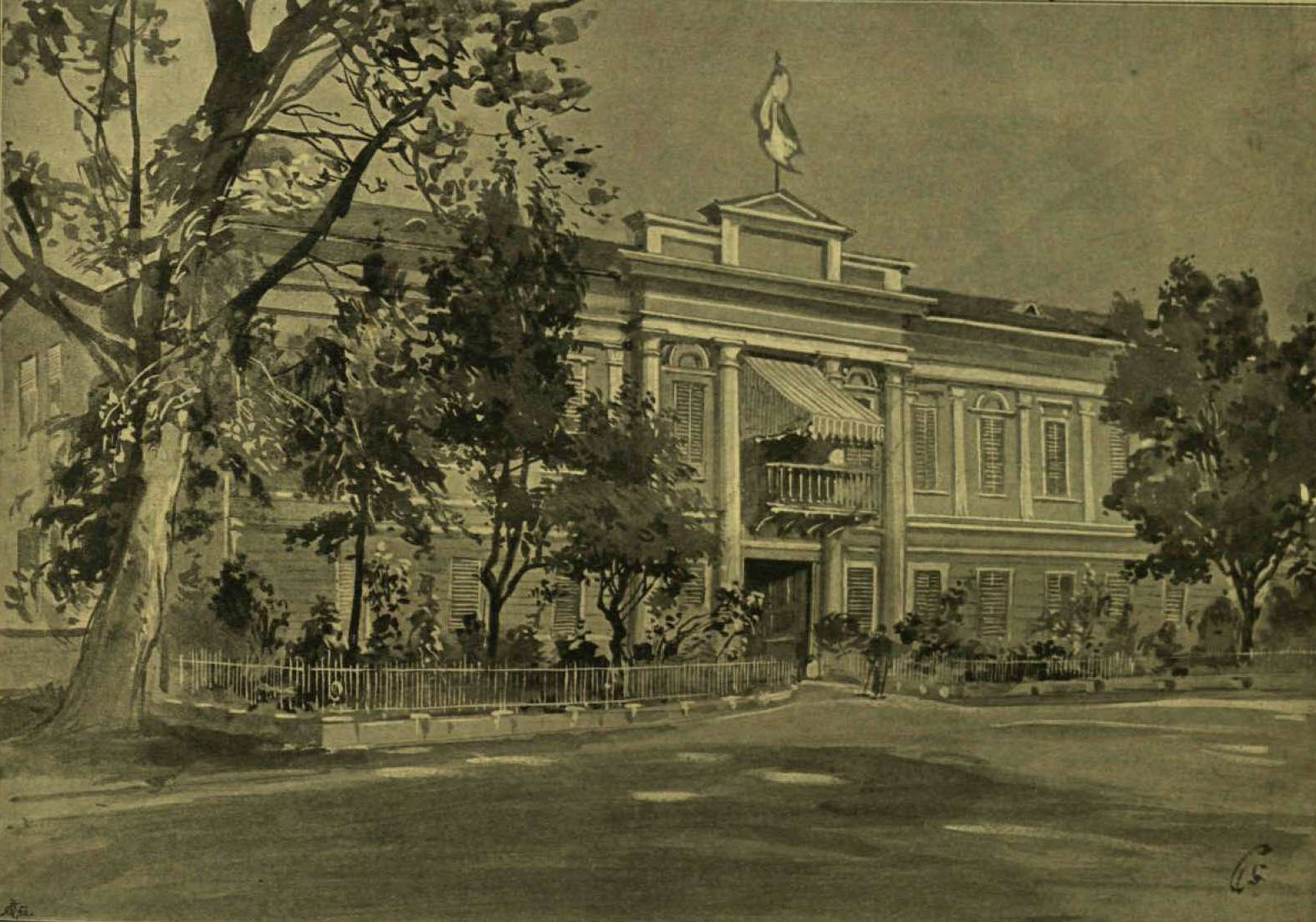
A vallásalapítványi főtiszti hivatal épülete (ma Vila Imperial)

1874 és 1884 között közel 11 000 vendég látogatta meg a gyógyfürdőt, akik közül 1453 külföldi (főleg romániai és szerbiai) volt. Számos fürdővendég magánházakban szállt meg kezelése időszakára; sokan csak egy-egy napra jöttek, hogy felüdüljenek a parkban. 1886-ban itt tartották meg a Magyar Orvosok és Természetvizsgálók XXIII. Vándorgyűlését. 1890-ben 1239-en kezeltették magukat Buziáson, és 150 szobában szállásoltak el vendégeket (száz a telep három villájában és ötven magánszemélyek házaiban).
1892-ben a budapesti Schottola Ernő megvásárolta a fürdőt a minisztériumtól; az ő idejében vezették be a villanyt, közvilágítást, és itt állították fel az Ezredéves Országos Kiállítás borászati pavilonját. 1896-ban nyitották meg a 31 kilométer hosszú Temesvár–Buziás vasútvonalat, mely rövidebbé és kényelmesebbé tette az utazást (korábban a postakocsik négy-öt óra alatt tették meg a távolságot). 1898 szeptemberében Ferenc József és Ferenc Ferdinánd parancsnoksága alatt itt tartották a Monarchia nagy nyári hadgyakorlatát; a király közel egy hétig tartózkodott itt, és látogatása sokáig emlékezetes élménye maradt a helyieknek. Egyes források szerint Erzsébet királyné (Sisi) is járt Buziáson, és a kolonnádot az ő számára építették ajándékként, ez azonban városi legenda. Bár a település egyik parkját az ő tiszteletére nevezték el Erzsébet-ligetnek, Sisi sosem járt Buziáson.
A Vasárnapi Ujság így számolt be a méltóságok szeptember 2-i érkezéséről: „Szokatlanul fényes napokat él az egyszerű kis Buziás község. Melyet az a szerencse ért, hogy az idei őszi hadgyakorlatok egy részének színteréül szemeltetvén ki, ezek lefolyása alatt öt napig lakóhelyül szolgálhat a királynak... A király és kísérete elszállásolásáról a vallásalapítványi főtiszti hivatal gondoskodott. Az igen egészséges helyen fekvő főtiszti lakás és hivatal nagy, egyemeletes épületét, az úgynevezett kastélyt ez alkalomra tökéletesen kiürítették s választékos csínnal újra rendezték, ő Felsége a tágas főtiszti lakásnak három legnagyobb szobáját foglalja el az emelet homlokzati részén, honnan kellemes kilátás nyílik a szomszédos és valóban gyönyörű fürdői parkra... Ő Felsége megérkezésekor a vasútnál Temes megye fényes küldöttsége fogadta Molnár Viktor vezetése alatt, ki a királyhoz rövid üdvözlő beszédet intézett, bent a városban pedig, a fejedelmi szállás előtt egy díszszázad élén a főtisztikar és dr. Wlassics miniszter fogadta, majd pedig szállására kalauzolta a felséget.”
A 19. század második felében görögkatolikus esperesség központja volt, majd 1899-ben Zsebelyről ide helyezték az ortodox esperesi székhelyet is. Temes vármegye Buziásfürdői járásának székhelye volt.

### A 20. században
A századforduló körül kiadott reklámfüzetben a következőképpen jellemezték Buziást: „Dél-Magyarország oázisa, legtökéletesebb összetételű szén- savas, vasasforrásaival... a, már rómaiak idejében ismert, áldásos gyógyerejű forrásokat a 19. század első felében kezdték megérdemelt figyelemre méltatni... a közel 100 kataszteri hold kiterjedésű park, százados fáktól beárnyékolt más részben pedig a díszkertészet legtökéletesebb remekeivel ékeskedik. Klímája erős légáramoktól, lecsapódásoktól mentes, és amennyiben az szénsavas víz az egész nagy parkban magasan áll, melynek szénsava alkonyatkor a felszínre áramlik, kellemesnek mondható… A nagy parkban van a József- és a Mihály- forrás, melyeknek ivókúrára használt vize, a hivatalos vegyelemzések adatai szerint, egyenlő rangban állnak a franzensbadi források vizével.”

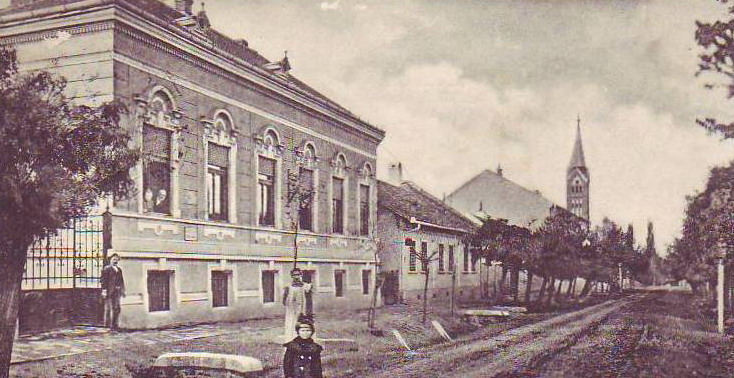
A 20. század elején

M. Hrabovszky Júlia írónő így emlékezett a buziási fürdőéletére: „Semmi vidék. Egy jól ápolt óriási park a lapályon, melyben a szállodák, fürdőházak, villák stb. elszórva fekszenek. Hol volt itt az a kozmopolita élénk élet, ami a pompás herkulesfürdői magas hegyektől övezett szűk völgyben folyt? Buziás tipikus magyar fürdőhely volt. Fürdőközönsége zömét a megyéje, Temes megye szolgáltatta. Temesvártól vonaton alig félórányira vasárnaponként kedvenc kirándulóhelye a temesváriaknak.”
1903-ban egy próbafúrás alkalmával egy 103 méter mély furatból 35 méter magas vízoszlop lövellt föl. Ennek sós-szénsavas vize alkalmas volt a gyomorbaj és a köszvény gyógyítására, ezért hamar ellepték a betegek és Szent Antal csodakútjának (vagy Szent Antal-gejzírnek) nevezték el. A nagy hozamú forrás vizével egy 120 méter átmérőjű mesterséges tavat töltöttek fel, melyen nyáron csónakázni, télen korcsolyázni lehetett. Ezt 1917-ben lecsapolták, a kutat pedig eltömték, hogy legyen elég víz a fürdőknek; helyén ma a sportcsarnok és az új ortodox templom áll.
1906-ban a fürdőt Jacob Muschong lugosi sváb mágnás vásárolta meg – a legenda szerint dacból, ugyanis mikor sváb papucsban beült a vendéglőbe, a pincér hazaküldte „rendes ruhába öltözni, cipőt húzni a lábra”. Muschong a telep nagyméretű bővítését tűzte ki céljául; új épületeket emeltek, uszodát létesítettek. 1907-ben felépült ásványvíztöltő üzeme, mely ipari méretekben termelte a Phönix ásványvizet. 1910 körül a fürdőtelep a tavon kívül egy százholdas díszparkból, szállodákból, ivócsarnokokból, gyógyfürdőkből, fedett sétányokból és teniszpályákból állt. A községben öt pénzintézet, egy szénsavgyár, egy gőzmalom, és egy nyomda működött.
Az első világháború után a Bánság keleti része, így Buziásfürdő is román fennhatóság alá került. 1919-ben a kakastollas polgárőrség adta át a bevonuló románoknak a községet.
Jacob Muschong továbbra is fejlesztette a telepet; felépítette a Muschong nevű szállót, további artézi kutakat fúratott, vasúti szárnyvonalat építtetett a buziásfürdői állomás és a városközpont között (az állomás viszonylag messze létesült a településtől, mivel a környező falvak igényeit is ki kellett elégítse). Ez utóbbi kivitelezője a Gregersen G. és Fiai Építő Vállalat volt, amelynek nevéhez számtalan magyarországi vasútvonal, pályaudvar és vasúti híd megépítése fűződik. A vonalon az Etelkának becézett Bt-n2 jellegű, 1885-ben készült Krauss & Co mozdony teljesített szolgálatot; később egy második, belső égésű motorral felszerelt Deutz-mozdonyt is forgalomba állítottak. A vasúton egyrészt utasokat, másrészt árut (palackozott ásványvizet, szódáspatronokat, fát) szállítottak.

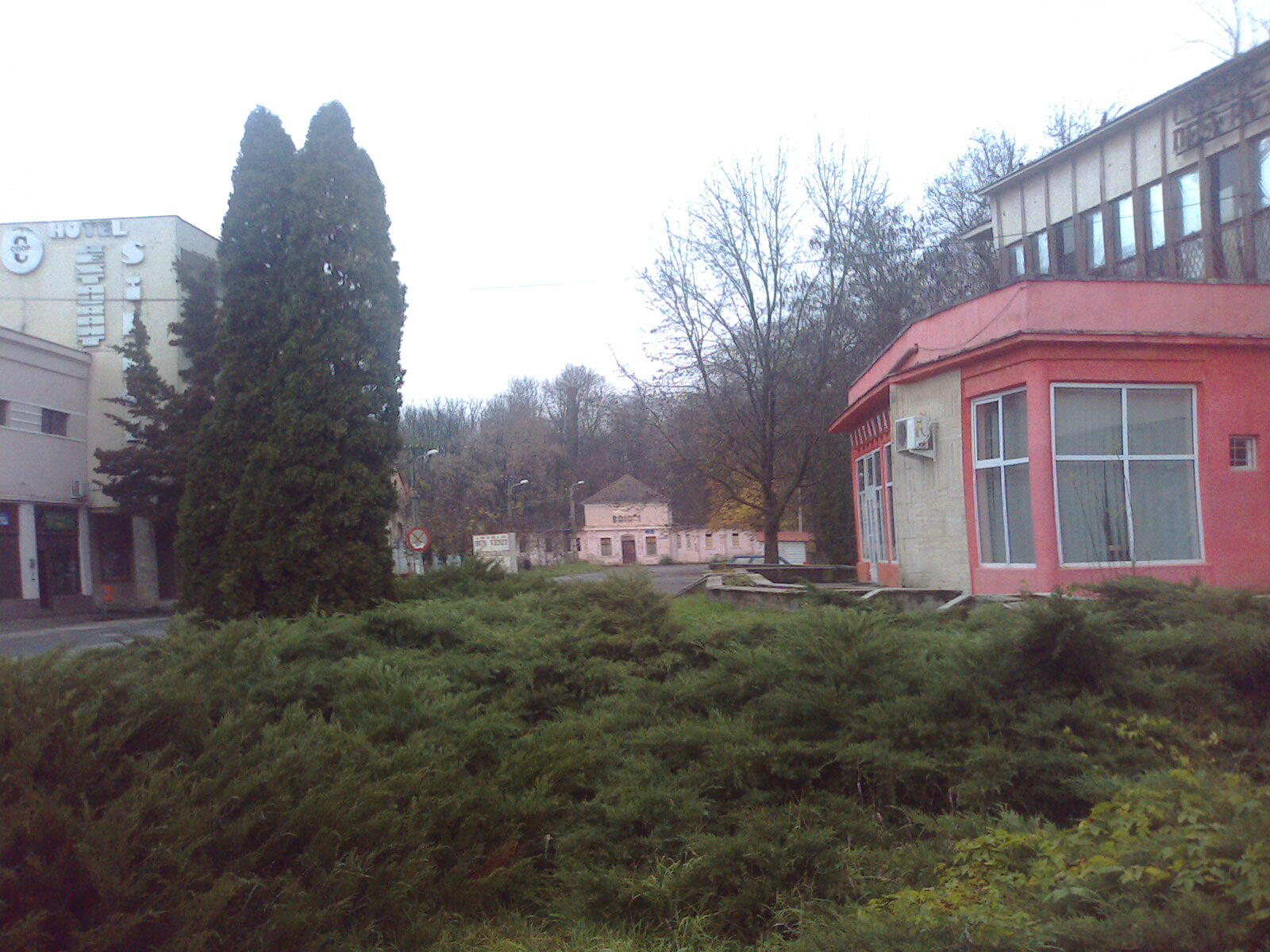
Régi és új épületek

Az új hatalom folyamatosan zaklatta Muschongot, a román újságok rágalomhadjáratot indítottak ellene, és ezek következtében Muschong 1923-ban szívinfarktusban elhunyt. A fürdőtelepet Muschong lánya, Katalin, és veje, Patyánszky Elemér örökölte, és az 1948-as államosításig az ő tulajdonuk volt.
A telep a két világháború között is virágzott; felújították a fürdőket és a gyógytermet, megépítették a strandot, meghosszabbították a kolonnádot. Olyan illusztris látogatói voltak, mint I. Ferdinánd román király, Mária királyné, Nicolae Iorga, Mihail Sadoveanu. A kaszinóban koncertezett Bartók Béla és George Enescu.
A második világháború alatt a parkban szállásokat és gyógytorna-termeket építettek a német katonák számára (ma ezeket nyári kertnek használják), a fürdőépületben német hadikórházat rendeztek be. A háború utolsó évében a Muschong-szállót lágerként használták, ahova a buziási németeket zsúfolták, mielőtt a Szovjetunióba szállították volna őket. 1948-ban a hatalomra kerülő román kommunisták államosították a fürdőtelepet. Új szondákat fúrtak, új típusú kezeléseket vezettek be, kórházat építettek, vadaskertet nyitottak, bevezették a vízszolgáltatást és a központi fűtést, megszervezték az egész évi fürdőszezont. 1956-ban Buziásfürdőt városi rangra emelték. Az 1960–1970-es években tömbháznegyedek és ipari üzemek (Electromotor, Modern, Apemin, TCMT, Garofița) létesültek, és nagy tömegek befogadására alkalmas új szállodákat építettek (Buziaș, UNCAP, Parc, Timiș), ahol a szocializmus idején nyaranta három–ötezer beutalt üdült. 1968-ban hozzácsatolták Bakóvár és Nagyszilas falvakat. 1973-ban felszámolták a Muschong-féle kisvasutat, a sínek nagy részét felszedték, csak néhány ipari vágány maradt meg.
A román hatalom igyekezett eltüntetni Buziásfürdő magyar múltját. A Trefort-szobrot már 1919-ben ledöntötték, helyén Mihai Eminescu szobrát, ennek közelében Bălcescu és Caragiale szobrait állították fel. 1988-ban Deák Ferenc padja is eltűnt; manapság egyesek Nicolae Iorga padjaként emlékeznek rá. Több leírás szerint a buziási forrásokat román juhászok fedezték fel, a települést románok alapították, a vizek első elemzéseit és hasznosítását pedig román professzorok végezték.

### Hanyatlása és jelene

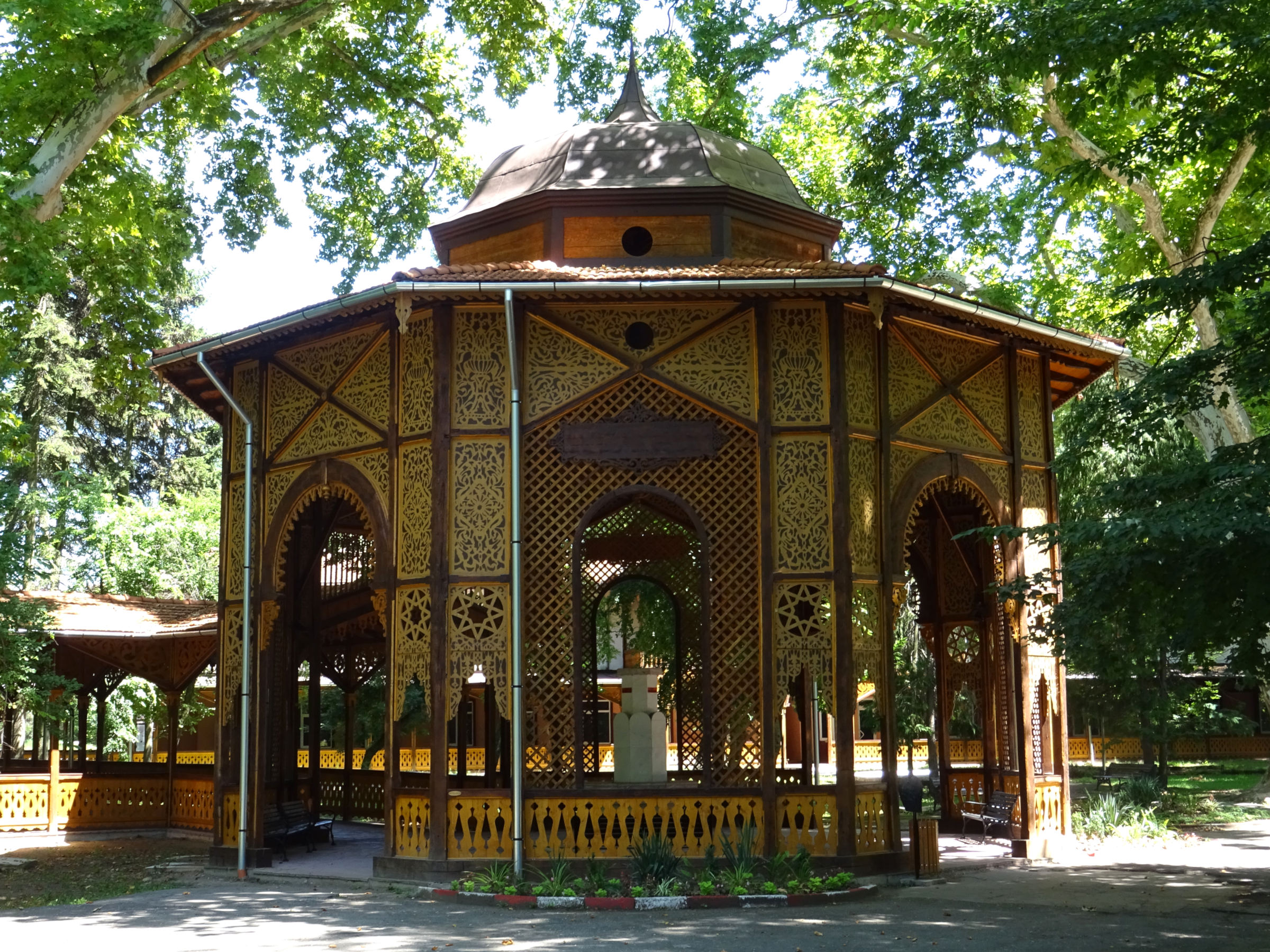
József-forrás, platánok, a felújított fedett sétány

Bár a kommunizmus első évtizedeiben Buziásfürdő még élettel teli, fejlődő fürdőváros volt, arisztokratikus légköre már szertefoszlott: szürke tömbháznegyedek épültek, az újonnan felhúzott, nagy befogadóképességű szállodák ingyenes kezelésre beutalt munkások és nyugdíjasok hadát fogadták. A szembetűnő hanyatlást az 1980-as évek gazdasági megszorításai váltották ki: a villák tönkrementek a karbantartás hiánya miatt, a szállodákban hideg volt, az ellátás és a kezelés is kívánnivalókat hagyott maga után. A kommunizmus 1989-es bukása sem hozott előrelépést: a rendezetlen tulajdonjogi viszonyok, elhúzódó pereskedések, nemtörődömség, rosszul sikerült privatizáció megakadályozta a fejlődést. A vendégek száma a rendszerváltást követő néhány évtizedben 60%-kal csökkent.
Bár továbbra is folyt kezelés és új kezelőépületek is létesültek (például a Cristian Șerban gyermekszanatórium), a legtöbb régi létesítmény, villa az enyészeté lett, az ivókutak eldugultak, a romos épületekkel teli park gondozatlan, visszatetsző kinézetet öltött.
2000 után lassú fejlődés kezdődött: a kezelőbázist és néhány szállodát korszerűsítettek és újra megnyitották az ásványvizes medencét. 2016–2017-ben, a tulajdonviszonyok rendezése után kijavították és felújították a bizánci stílusú fedett sétányt, a park fő látványosságát.
A 2000-es évek elején újra elkészült Buziásfürdő két jelentős, a hatalom által eltávolított magyar műemléke, a Trefort-szobor és a Deák-pad, azonban ezeket csak magánterületen, a helyi Református Központ udvarán nyílt lehetőség elhelyezni. Trefort Ágoston új bronz mellszobrát, Jecza Péter alkotását 2001-ben leplezték le, Deák Ferenc padját pedig Enyedi András és Molnár József öntötték újra 2003-ban.

## Gazdaság

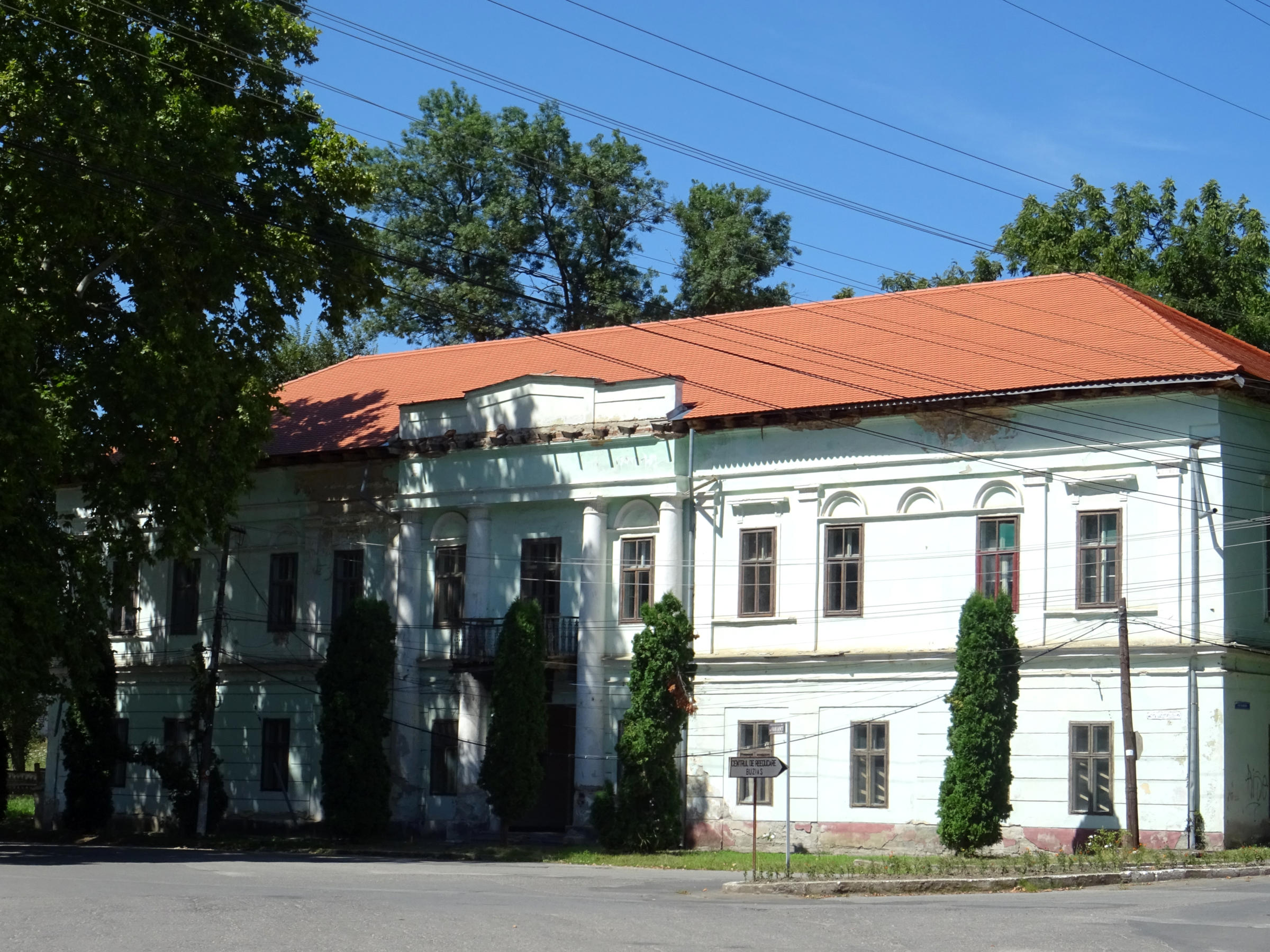
Villa Imperial, a volt vallásalapítványi főtiszti hivatal

Közel két évszázadon keresztül a gyógyturizmus képezte Buziásfürdő gazdaságának alapját. 1816-ban hozták létre az első gyógylétesítményeket és kutakat, 1819-ben gyógyfürdővé nyilvánították. Az 1850-es években új létesítményeket, villákat, szállókat építettek, a parkot megnagyobbították. Az 1870-es években évi 500–600, az 1890-es években már több, mint 1200 fürdővendége volt; egy részük magánházakban, mások villákban, szállókban szálltak meg. Az 1980-as évektől a fürdőélet hanyatlásnak indult; 2015-ben a turizmus a teljes árbevétel csupán 6%-át tette ki.
Természetes szénsavtartalmú, gyógyhatású, többszörösen kitüntetett ásványvizeit kisebb-nagyobb megszakításokkal 1840 és 2014 között palackozták. A palackozást 1840-ben, Georgije Čokrljan utasítására kezdték; az 1840-es években évi 2000, 1870-ben pedig már 15 000 üveget. 1907-ben Jacob Muschong egy másik forrás vizét kezdte palackozni Phönix (később Buziaș) néven. A gyár átvészelte a rendszerváltásokat, azonban 2014 elején bezárt a hanyatló kereslet és az elmaradt technológia miatt.
A város mezőgazdasági földterülete közel tízezer hektár; ezen főleg kukoricát, búzát és napraforgót termesztenek. A Szilasi-dombvidéken szőlősök és gyümölcsösök vannak. Szőlőültetvényeit már 1825-ben említik, de a bortermesztés és a bor minősége csak a 19. század második felében lendült fel, miután a bakóvári svábok kezdték művelni a szőlősöket. Jelentős volt méhészete is, 1873-ban itt alakult meg a Délmagyarországi Méhészegylet.
A 20. század második felében a kommunizmusra jellemző erőltetett iparosítás folyt; ekkor épültek fel az Electromotor, Modern, TCMT, Garofița stb. gyárak. A rendszerváltás után a legtöbb gyár sikertelen privatizáció után megszűnt; mi több, az 1989 után létesített cégek több, mint 80%-a 2015-re csődbe ment. A 2010-es években a magas temesvári telekáraknak köszönhetően egyre több ipari vállalat költözött Buziásfürdőre, új munkalehetőségeket teremtve. 2015-ben a teljes árbevétel 31%-át a kereskedelem tette ki, 23%-ot a mezőgazdaság, 22%-ot az építőipar, 15%-ot a feldolgozóipar, 9%-ot a turizmus és szolgáltatások.

## Közlekedés
A város által kezelt utak 42 kilométert tesznek ki, ezeknek 57 százaléka burkolt. A várost kelet-nyugat irányba szeli át a Lugost és Temesvárt összekötő DJ592 megyei út, észak-déli irányba pedig az A1-es autópályát és a DN58B főutat összekötő DJ572 megyei út. A város területén haladnak át a DC160 és DC163 alsóbbrendű utak is. Északra egy 4,3 kilométer hosszú kerülőút van a teherautóforgalom számára. Helyi tömegközlekedés nincs.
Vasútállomása a várostól 2,5 kilométerre északnyugatra van; utasforgalma 2011-ben 18 090 fő volt. Két vasútvonalat szolgál ki: a 64 kilométer hosszú 918-as (Temesvár–Lugos) és az 56 kilométer hosszú 916A (Buziásfürdő–Nagyzsám) vonalakat. Ezek közül egyik sem villamosított. Az 1920-as évektől egy vasúti szárnyvonal kötötte össze az állomást a városközponttal és az ásványvíztöltő üzemmel, ám ezt az 1970-es években felszámolták.
A város mellett van egy kisrepülőtér a sport- és mezőgazdasági gépek számára. A legközelebbi, utasforgalmat lebonyolító légikikötő a mintegy 40 kilométerre levő temesvári nemzetközi repülőtér.

## Turizmus

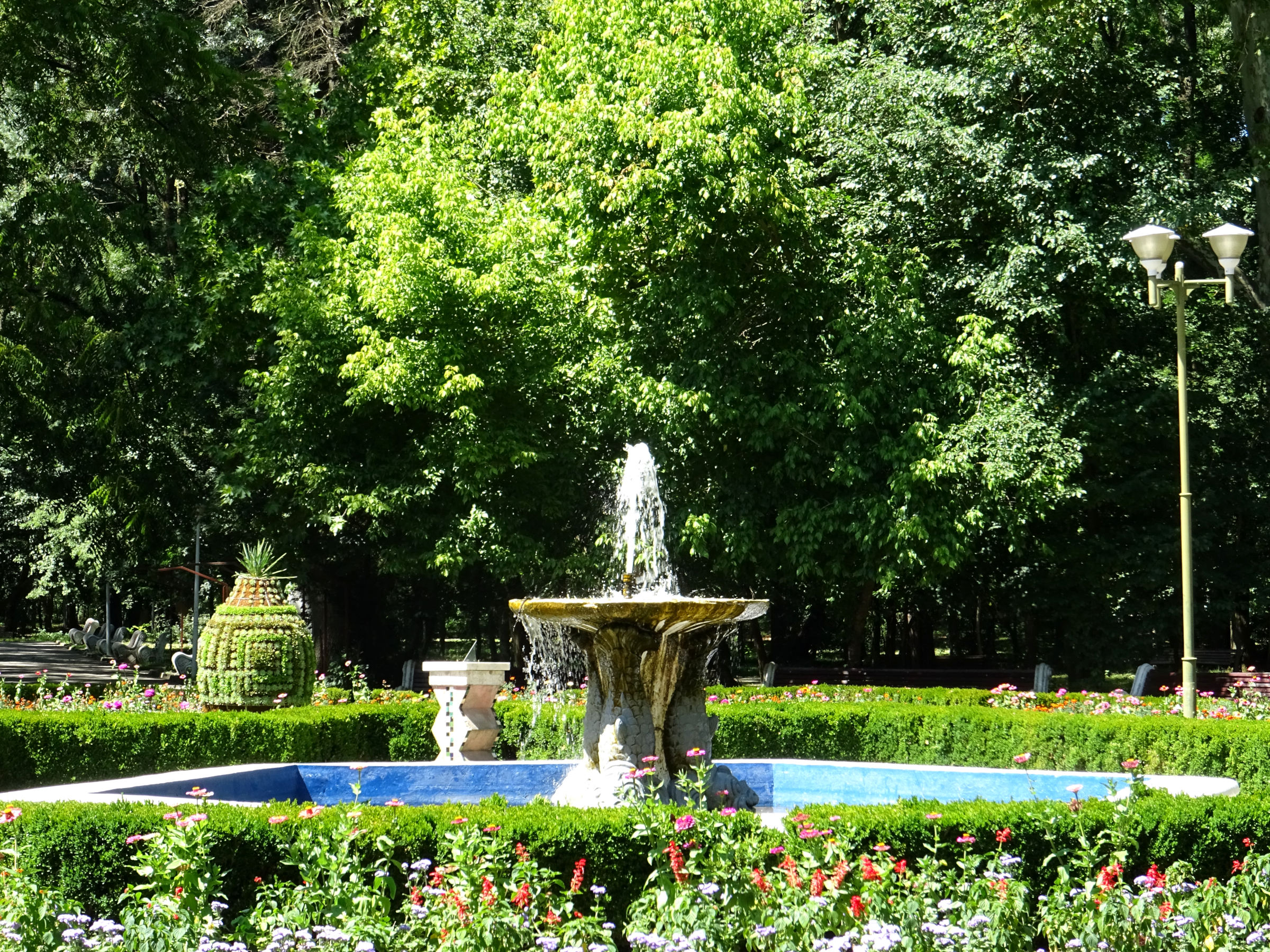
Parkrészlet

A 19. század elejétől a 20. század végéig jelentős volt gyógyturizmusa. A természetes gyógymódok a hely gyógyvizeire, mofettáira és mikoroklímájára alapozódnak. A vízgyógyászat, ivókúra, és egyéb terápiák pozitív hatást gyakorolnak a szívbetegségekre, keringési zavarokra, visszérfekélyekre, neurózisokra, az emésztőrendszer és a vesék betegségeire. Ami a klímát illeti, a negatív ionok magas koncentrációja jótékony hatást fejt ki a közérzetre, asztmára, vérnyomásra, gyulladásokra.

### Látnivalók
A város fő látványossága az 1815-ben létesített és 1857 után megnagyobbított, kiépített 27 hektáros gyógypark, a parkban elhelyezkedő bizánci stílusú fedett sétány (kolonnád), oszlopcsarnokokkal fedett kutak, és a park környékén épült klasszicista és szecessziós villák és fürdőépületek. Országos jelentőségű műemlékegyüttesként tartják nyilván TM-II-a-A-06191 szám alatt.
Szent Péternek és Szent Pálnak szentelt régi ortodox temploma 1834–1839-ben, más források szerint 1842-ben épült fel egy korábbi fatemplom helyén. Szűz Mária Szent Nevének dedikált római katolikus templomát 1873–1874-ben építették. 1995-ben egy második ortodox templom épült (a park mellett, az egykori Szent Antal-gejzír és tó helyén), református temploma 2001-ben nyílt meg. Mindegyik templom a város főutcáján (Strada Principală) helyezkedik el. A református templom előtt látható az új Trefort-szobor és Deák-pad.
A városban két múzeum van: a Fürdőmúzeum, mely a környék és a város múltját mutatja be, és a néprajzi múzeum, ahol román népművészeti tárgyakat állítottak ki (lásd a Kultúra szakaszt). Kiállítások tekinthetőek meg a kultúrház és a könyvtár előcsarnokaiban is.

## Oktatás
Román ortodox iskoláját már 1775-ben említik; ez fából készült, földdel tapasztott, szénatetős épület volt a 19. században emelt ortodox templom környékén. Katolikus iskolája 1856-ban alakult; ezt 1881-ben állami iskolává nyilvánították, 1899-ben pedig felépítették végleges épületét. Az állami oktatás bevezetése után a magyar hatalom igyekezett ellehetetleníteni az ortodox vallási iskolák működését.
Jelenleg a városban óvoda, általános iskola és elméleti gimnázium működik. A gimnázium 1956-ban alakult meg, kezdetben az egykori állami iskola 1899-es ingatlanját használta, új épületét 1974-ben húzták fel a központban. Szakiskolák, szakmai oktatások nincsenek.
Statisztikák szerint 2016-ban a felnőtt lakosok 10%-ának volt felsőfokú végzettsége, 25%-ának középiskolai, 32%-nak alapfokú, 33%-nak elemi (az utolsó kategóriába főleg az egykoron termelőszövetkezetekben dolgozó idősebb korosztály tartozik).

## Kultúra

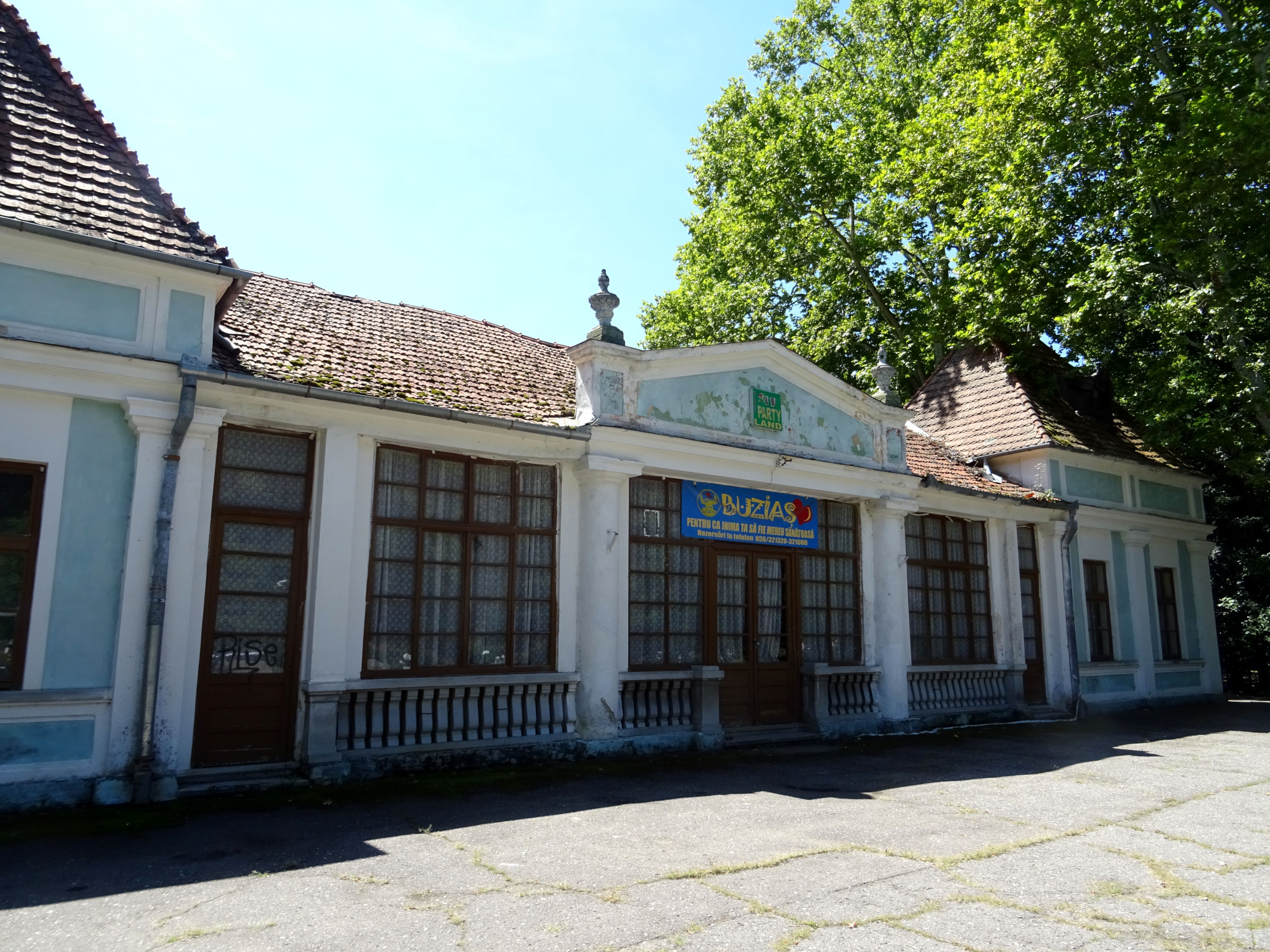
Az egykori kaszinó

A 19. század második felétől Buziást élénk kulturális élet jellemezte. 1881-ben nyomdát alapítottak, ahol 1892–1897 között német, 1901–1915 között magyar nyelvű helyi lapot nyomtattak, de ezek mellett számos más nyomtatványt és Grand Miklós méhész könyveit is kiadták. Magyar dalárdája 1887–1900, társasköre 1892–1898 és 1908–1914, olvasóegylete 1903–1914 és 1921–1935 között tevékenykedett. Román amatőr színjátszóköre 1895-ben, a magyar 1903-ban alakult; 1901-ben bábszínházat is alapítottak. 1898–1918 között működött az ASTRA román kulturális egyesület helyi fiókja.
A 20. század második felében mozi (Dinamo) és kultúrház épült. Ez utóbbiban kiállításokat és rendezvényeket tartanak, több okmány és könyv tekinthető meg a város múltjára vonatkozóan, és színházterem meg szabadtéri színház is tartozik hozzá. Jelenlegi könyvtárát 1952-ben alapították két korábbi könyvtár összevonásával; előcsarnokában kiállítás tekinthető meg. A városban nem kevesebb, mint három könnyűzenei együttes működött, melyek közül az 1980-as években fennálló Șah Mat rockegyüttes volt a legismertebb.
Két múzeuma van. Az 1987-ben a park melletti egykori Gorjup-villában megnyitott Fürdőmúzeum (Muzeul Balnear Buziaș) a környék és a város múltját mutatja be (fényképek, rajzok, archeológiai leletek, régi bútorok és egészségügyi berendezések). Szintén az 1980-as években nyílt meg a Iuliana Folea Troceanu néprajzi múzeum a Șaguna utca egy régi parasztházában, ahol közel ötszáz Buziás-környéki román népművészeti tárgy tekinthető meg.
A 21. század elejétől két fesztivált rendeznek: minden év tavaszán a Mókus-napokat (Zilele Veverițelor), ősszel pedig a Paprikás és Bor Fesztiválját (Festivalul Papricașului și Vinului). A rendezvényeket a parkban tartják, és a román népzenéé és az evés-ivásé a főszerep.
A város saját közéleti havilapja a Cronica Buzieșană. Testvérvárosa a magyarországi Mindszent.

## Híres emberek

A 2001-ben felavatott Trefort-szobor, háttérben a Hollósy-villa

- Ormós Zsigmond művészettörténész, politikus, Temesvár fejlődésének és kultúrájának támogatója az 1840-es években szolgabíró majd főszolgabíró volt Buziáson. A forradalom alatt országgyűlési képviselőként tevékenykedett, a szabadságharc bukása után fogságra ítélték, de hamarosan amnesztiát kapott. 1852-ben visszaköltözött Buziásra, nagybátyjától örökölt udvarházába, de a hatóságok zaklatásai miatt 1857-ben külföldre költözött.[57] A Banya-sziklája című, 1858-ban kiadott regénye cselekményének kerettörténete a Buziás melletti Nagyszilason játszódik.[58]
- Itt született 1856-ban Radisics Jenő művészettörténész, művészeti író, 1887-től a budapesti Iparművészeti Múzeum igazgatója, országgyűlési képviselő.[59]
- 1868-ban többször tartózkodott itt Franz von Werner (Murad Efendi), Törökország temesvári nagykövete, a szultán oktatója, később hágai miniszterrezidens.[8]
- Itt kezeltette magát 1868-ban és 1869-ben Deák Ferenc politikus, országgyűlési képviselő, az első felelős magyar kormány igazságügy-minisztere, a „haza bölcse”. Buziási tartózkodása idején a főutcai Hollósy-villában lakott (később Roszter-villa, ma Vila Reșița), a parkkal szemben. 1869-ben Seenger Béla kőfaragó mester pihenőpadot állított a parkban Deák számára; ez az 1980-as években eltűnt, azonban 2003-ban újra elkészítették és felállították.[8][54]
- Trefort Ágoston közoktatási és vallásügyi miniszter neve is összefonódik Buziással. 1873 és 1884 között többször járt a fürdőtelepen, korszerűsítette a felszereléseket, előremozdította az oktatást és a közművelődést, vasútvonalat tervezett. A helyiek még életében, 1883-ban bronz mellszobrot emeltek tiszteletére, és a parkot északról határoló utcát is Trefort Ágoston utcának nevezték (ma Strada Avram Iancu). A szobrot 1919 nyarán a románok ledöntötték; 2001-ben új Trefort-szobrot lepleztek le a városban, a Református Központ telkén.[8]
- Itt hunyt el 1881-ben Kolbenheyer Ferenc építész, aki főleg Pest és Budapest számára tervezett neoreneszánsz stílusú iskolaépületeket.[60]
- Itt hunyt el 1883-ban Grand Miklós méhész, a Délmagyarországi Méhészegylet alapítója. Egykori buziási lakóházán emléktábla áll.[61]
- Itt született 1894-ben Goriupp Aliz könyvtáros, sajtótörténész, bibliográfus.[62]
- Itt született 1896-ban Hollósy-Kuthy László katonatiszt.[63]
- 1898 szeptemberének elején közel egy hétig tartózkodott itt I. Ferenc József magyar király és kísérete, felügyelve a dél-magyarországi hadgyakorlatot; látogatása sokáig emlékezetes élménye maradt a helyieknek. A király számára a vallásalapítványi főtiszti hivatal épületében egy háromszobás lakosztályt rendeztek be (az épület későbbi neve Vila 10 „Doina Banatului”, majd Vila Imperial).[31][54]
- Itt született 1912-ben Mistéth Endre Széchenyi-díjas hídépítő mérnök, építési és közmunkaügyi miniszter.[64]
- Illusztris román látogatói közül megemlíthető I. Ferdinánd román király, Mária királyné, Nicolae Iorga, Mihail Sadoveanu.[8]